# 손정준
손정준(1966년 ~ )은 대한민국의 암벽등반 선수로 활동을 하였고 현재는 손정준 클라이밍 연구소 소장직을 맡고 있다

## 경력
- 경희대학교 체육대학원 석사[1]
- 경희대학교 체육대학원 박사[2]
- 논문 - 스포츠클라이머의 연간 체력훈련 프로그램[3]
- 코오롱 등산학교 강사[4]
- 네파 아웃도어 스쿨 CLIMBER 강사[5]
- 한국 산악연수원 강사[6]

## 수상
| 년도   | 수상 내역                         |
| ------ | --------------------------------- |
| 1991년 | - 일본 Tokio 월드컵 28위          |
| 1992년 | - 일본 Kobe 월드컵 27위           |
| 1996년 | - 오스트리아 Graz 월드컵 27위     |
| 1997년 | - 슬로베니아 Kranj 월드컵 27위    |
| 1998년 | - 이탈리아 Courmayeur 월드컵 43위 |

## 등반
| 년도   | 장소                                  | 등급  |
| ------ | ------------------------------------- | ----- |
| 1999년 | 태국 푸켓 프라낭 그리드 한국최초 5.14 | 5.14b |
| 2000년 | 설악산 적벽 최초 자유등반             | 5.13c |